# Nasrin Oryakhil
Nasrin Oryakhil (en persa: نسرین اوریاخیل‎) (Kabul, 1964) es Ministra del gobierno afgana, doctora en ginecóloga y obstetricia y ganadora del Premio Internacional a las Mujeres de Coraje en 2014.
Es ginecóloga y obstetra, además de proporcionar atención obstétrica de emergencia a mujeres, incluso a mujeres rurales quienes llegaron a Kabul debido a complicaciones médicas, ha sido Directora del Hospital de Maternidad Malalai en Kabul, Afganistán. Fundó dentro de ese hospital la primera clínica para la reparación de fístulas obstétricas en Afganistán.
El Dr. Nasrin también está firmemente comprometido a fortalecer el papel de la mujer en las profesiones médicas en Afganistán. Ella ha aumentado el reconocimiento del papel esencial de las parteras y ha apoyado el establecimiento de la Asociación de parteras afganas.
Es la presidenta de la ONG "Asociación Afgana de Salud de la Familia" actualmente está implementando programas innovadores de salud reproductiva, brindando una línea directa para jóvenes y refugios para mujeres, y realizando sesiones de divulgación en las escuelas secundarias para crear conciencia sobre la salud reproductiva entre los estudiantes, y miembro de la Red de Mujeres Afganas (Afghan Women Network) y ha hablado muchas veces ante el Parlamento, ha presentado en conferencias médicas profesionales y es parte del grupo de trabajo encargado de establecer un Consejo Médico en Afganistán, así como parte del grupo cuya tarea es crear dicho Consejo. También apoyó la creación de la Asociación de parteras afganas.
En 2015 fue nombrada ministra de Trabajo, Asuntos Sociales, Mártires y Discapacitados de Afganistán. Fue una de las cuatro mujeres entre las últimas dieciséis incorporaciones al gobierno de unidad nacional del presidente Ashraf Ghani. El 12 de noviembre de 2016 los legisladores expulsaron a los ministros por no cumplir adecuadamente con sus deberes y por no poder implementar los presupuestos de desarrollo esenciales que fueron asignados para sus respectivos ministerios, entre ellos a Oryakhil.